# Claude Maréchal
Pour les articles homonymes, voir Maréchal.
 (août 2012).
Si vous disposez d'ouvrages ou d'articles de référence ou si vous connaissez des sites web de qualité traitant du thème abordé ici, merci de compléter l'article en donnant les références utiles à sa vérifiabilité et en les liant à la section « Notes et références ».
Claude Maréchal, né le 11 mars 1925 à Saint-Cloud et mort le 8 mai 2009 à Sèvres, est un artiste peintre français, peintre de paysages et de nature.
La commune de Saint-Cloud constituait à la fois les racines de sa peinture et une part importante de ses sources d’inspiration.

## Biographie
Depuis sa naissance, il a passé la majeure partie de sa vie dans sa maison dominant la colline de Saint-Cloud[réf. nécessaire]. Il exposa pour la première fois à l’âge de vingt ans[réf. nécessaire].
Il exposa au Salon d'Hiver en 1943 (no 1623 et 1624). Il est alors domicilié 27, rue Armengaud, à Saint-Cloud.
En 1946, il abandonna définitivement ses études de droit pour se consacrer entièrement à la peinture[réf. nécessaire]. Dès ses premières œuvres, l’artiste apparaîtra comme un grand coloriste[non neutre][réf. nécessaire].
Le paysage et la nature furent ses principaux sujets avec les jardins, la mer ou les régates.
Les jeux de polo et les courses hippiques et les scènes de foule lui donnèrent l'occasion d'explorer la dynamique du mouvement.
Comme Matisse, la peinture devait refléter les sentiments de joie de vivre et de bonheur[style à revoir].

## Son œuvre
Il est qualifié de « maître de la couleur » ou de « coloriste » par ses contemporains[réf. nécessaire][Lesquels ?]. Le rapport de Claude Maréchal à la couleur évolua au gré de ses voyages[pas clair], de ses séjours en France et à l’étranger.
Difficilement classable, son œuvre alternait abstrait et figuratif.
En 1984, Claude Maréchal participa à un concours lancé par la R.A.T.P et la région Île-de-France pour la décoration de la future gare RER Gare Saint-Michel - Notre-Dame.
Au terme de trois années de travail (1985-1988), il créa près de 620 m2 de fragments de mosaïque. L’œuvre fut inaugurée en mars 1988, en présence de Jacques Chirac, alors maire de Paris, de Jean-Pierre Fourcade, sénateur-maire de Saint-Cloud[réf. nécessaire].
La confiance accordée à l’artiste par les pouvoirs publics[non neutre], - municipaux (mosaïques du collège Gounod, fontaine du square Sainte-Clotilde, Fresque de l’église Stella Matutina à Saint-Cloud) ou nationaux (mosaïques de la gare RER Saint-Michel Notre-Dame) - témoigna de la reconnaissance officielle de l’œuvre artistique de Claude Maréchal[réf. nécessaire].
Cette consécration fut d’ailleurs renforcée par son élection à la présidence du salon des artistes de Saint-Cloud (1977-1984)[réf. nécessaire].
Texte extrait du catalogue d’exposition « Claude Maréchal, les vibrations de la couleur » par Emmanuelle Le Bail, Directrice du musée des Avelines, musée d’art et d’histoire de Saint Cloud et commissaire de l’exposition 2012.